# Spread
Spread refere-se à diferença entre o preço de compra (procura) e venda (oferta) de uma  ação, título ou transação monetária. Analogamente, quando o banco empresta dinheiro a alguém, cobra  uma taxa pelo empréstimo ― uma taxa que será certamente superior à taxa de captação. A diferença entre as duas taxas é o chamado spread bancário. Segundo a definição do Banco Central do Brasil, spread é a diferença entre a taxa de empréstimo e a média ponderada das taxas  de captação de CDBs (certificados de depósito bancário).

## Spreadbancário
Spread bancário, em termos simplificados, é a diferença entre a taxa de juros cobrada aos tomadores de crédito e a taxa de juros paga aos depositantes pelos bancos. Em outras palavras, é a diferença entre a remuneração que o banco paga ao aplicador para captar um recurso e o quanto esse banco cobra para emprestar o mesmo dinheiro. O cliente que deposita dinheiro no banco, em poupança ou outra aplicação, está de fato fazendo um empréstimo ao banco. Portanto o banco remunera os depósitos de clientes a uma certa taxa de juros (chamada taxa de juros de captação ou simplesmente taxa de captação). Analogamente, quando o banco empresta dinheiro a alguém, cobra  uma taxa pelo empréstimo - uma taxa que será certamente superior à taxa de captação.
Na prática as tesourarias de banco utilizam o CDI - Certificado de Depósito Interbancário como referencial de custo do dinheiro e separam o spread das operações de captação e empréstimos. O bancos buscam sempre captar abaixo do CDI e emprestam acima do CDI. O cálculo do spread bancário  é sempre realizado com base em taxa anual, com capitalização exponencial e calendário de dias úteis.
Há vários fatores que influenciam o spread oferecido pelo banco. No caso específico dos bancos portugueses pode contar-se:  Historial de crédito do cliente, relação entre o montante a emprestar e o valor do bem que é apresentado como garantia e contratação, por parte do cliente, de outros produtos da instituição.  No entanto, os custos do crédito habitação não se cingem ao spread e um cliente, ao contratar este produto no banco, deve ter outros custos em atenção como, por exemplo, Comissões e Despesas de Dossier, custo de Avaliação do Imóvel, seguro de vida, entre outros. A componente do spread, segundo o Banco de Portugal, pode ser renegociada ao longo do empréstimo. Segundo o regulador da banca portuguesa a “renegociação depende, contudo, do comum acordo entre o cliente bancário e a instituição de crédito”. Contudo, segundo o Banco de Portugal, estão previstas algumas exceções a este caso. 

## No Brasil
No Brasil, o spread bancário é o mais alto ou um dos mais altos do mundo, e cerca de 1/3 do total do spread bancário é lucro. Apesar da queda da taxa de juros que ocorreu a partir de meados de 1999, o spread bancário no Brasil ainda se manteve em patamares elevadíssimos em termos internacionais, situando-se ao redor de 40% nos anos 2000 - enquanto que, em 2000, era de aproximadamente 12% no México, 3% na Argentina, 6% no Chile, 3% nos EUA e 3% na Zona do Euro. As elevadíssimas taxas de juros dos empréstimos vigentes no país explicam, pelo menos em parte, a alta rentabilidade dos grandes bancos varejistas. Alguns estudos têm procurado verificar se o spread bancário elevado estaria relacionado à oligopolização  no setor, sem chegar a resultados conclusivos. Já a Federação Brasileira de Bancos (FEBRABAN) alega que, como comprovou pesquisa do Banco Central, a maior parte do spread se explica pelos custos impostos aos bancos devido à alta inadimplência, e a outros fatores de custo, como os impostos e custos administrativos.  Febraban considera muito alta  a parte dos depósitos dos bancos que é compulsoriamente depositada no Banco Central, e acredita ser excessiva a tributação sobre as operações de crédito, sem mencionar o elevado volume de créditos direcionados. Por tudo isso, haveria cada vez menos dinheiro disponível para empréstimos e  a um custo crescente.
Em outros estudos, há evidências de que a incerteza do ambiente macroeconômico também pode explicar os altos spreads bancários e, segundo Oreiro et al., entre os fatores macroeconômicos a considerar,  destacam-se:
1. a elevada volatilidade da taxa de juros que eleva o risco enfrentado pelo banco e o seu grau de aversão ao risco;
2. o nível da taxa básica de juros Selic (à qual está indexada parte da dívida pública), que funciona como piso para as taxas de empréstimos e como indicador do custo de oportunidade em relação aos empréstimos para o  setor privado;
3. o nível de atividade econômica: a maior demanda por crédito provoca aumento das taxas cobradas nos empréstimos.

Outra investigação importante sobre os determinantes do spread bancário no Brasil é conduzida pelo Banco Central. Trata-se dos relatórios anuais da série Juros e spread bancário, publicada desde 1999. Nesses estudos é feita uma decomposição contábil do spread, partir das margens cobradas pelos bancos integrantes de uma amostra, em suas operações de crédito livres, contratadas apenas sob taxas de juros prefixadas. São considerados os seguintes componentes:
a) resíduo, que corresponde  grosso modo à margem líquida do banco;

b) cunha tributária, que inclui impostos diretos (Imposto de Renda e CSLL) e impostos indiretos (PIS, COFINS e IOF);
 c) Fundo Garantidor de Créditos (FGC);
 d) custo administrativo; 
 e) inadimplência (provisão para créditos de liquidação duvidosa).
Entre 2000 e 2003, com base na decomposição contábil do spread, os fatores mais importantes na sua formação foram, respectivamente:
1. o resíduo ou margem líquida dos bancos (26,9% em média, entre 2000 e 2003)
2. custo administrativo (26,0%)
3. a cunha tributária (21,6%)
4. inadimplência (19,9%)
5. depósitos compulsórios (9,1% do spread em 2002)

Uma  fórmula  de cálculo do spread no Brasil  é a proposta por OREIRO et al. (2006):

ln spread =  β0 trend + β1  ln selic + β2 ln adm + β3 ln risk + β4 ln imp + β5 ln comp

onde
- βi  (i= 0,..., 5) são os parâmetros estimados;
- trend é uma tendência determinista que controla outras variáveis que podem ter efeito sobre o spread (mas não estão representadas na equação)

Os regressores são:
- selic, que é a taxa básica de juros;
- adm é uma medida da despesa administrativa dos bancos;
- risk é uma proxy para o risco de crédito, medido através do spread do C-Bond sobre o rendimento dos títulos do Tesouro Americano de mesma maturidade;
- imp são impostos indiretos;
- comp é o percentual de encaixe compulsório incidente sobre os depósitos à vista dos bancos.

Segundo o Relatório de Economia Bancária e Crédito do Banco Central do Brasil, publicado em novembro de 2011, a parcela  correspondente ao lucro  bancário passou, em média, de 29,94%, em 2009, para 32,73%, em 2010, sendo que, nos bancos privados, essa parcela foi de 34,15% e, nos bancos públicos, 30,60%. Esse aumento ocorreu apesar de  a taxa de inadimplência (atrasos superiores a 90 dias), um dos componentes do spread bancário, ter recuado de 5,53% (nível registrado em dezembro de 2009) para 4,54% no fim de 2011. Desde 2004, foi a segunda mais alta participação do lucro dos bancos no spread bancário. A maior ocorreu em 2008 (34,69%, na média geral). Em 2011, o lucro dos bancos foi de R$ 55,2 bilhões. Em 2017, o cenário era outro:
Para estimular a redução dos juros bancários no país, o governo anunciou, em abril de 2012, que os dois principais bancos públicos brasileiros, o Banco do Brasil e a Caixa Econômica Federal, deveriam reduzir as taxas de juros de suas principais linhas de crédito. Segundo o Ministro da Fazenda, Guido Mantega, "a taxa de captação é de, no máximo, 9,75% ao ano. [Os bancos] Estão captando a 9,75% e emprestando a 30%, 40%, 50% ou 80% ao ano, dependendo da linha  de crédito. Essa situação não se justifica".
Já o presidente da  Federação Brasileira de Bancos (Febraban), Murilo Portugal, diz que,  para que os bancos possam reduzir spread, é preciso reduzir seus custos, o que inclui: redução do depósito compulsório, da tributação (IOF para operações de crédito e CSLL sobre o lucro das instituições financeiras), além da regulamentação do chamado cadastro positivo (um cadastro de "bons pagadores") e da permissão de que outros tipos de garantias possam ser dadas pelos tomadores de empréstimos (os depósitos nos planos de previdência complementar, por exemplo).
O ministro Mantega, porém, rebateu o argumento da Febraban, afirmando que, mesmo "sem mexer em nada" - isto é, mantendo-se inalterados o nível de depósito compulsório, a tributação e a taxa de inadimplência - há condições "para que os bancos brasileiros deixem de ser os campeões de spread do mundo" e reduzam também a taxa de juros de suas linhas de crédito. "No ano passado (2011), os bancos brasileiros estiveram entre os mais lucrativos do mundo (...) Se os bancos são tão lucrativos, e isto está nos dados, eles têm margem para reduzir a taxa de juros e aumentar o volume do crédito", concluiu. Pouco depois, porém, após registrar forte queda na rentabilidade e aumento da inadimplência, os bancos públicos passaram a reajustar para cima as taxas, aproximando-se das dos demais bancos, em, em 2016, já cobravam, em algumas linhas, até mais que os bancos privados.